# Banco (gioco)
Il termine banco nel settore del gioco d'azzardo si riferisce all'ente (giocatore o banca) che gestisce il gioco e assume il ruolo di avversario dei giocatori rimanenti. Il banco ha un ruolo importante in quanto è l'entità che si occupa di garantire l'integrità del gioco. Inoltre, raccoglie le puntate dei giocatori e distribuisce le vincite a questi ultimi. Il termine è spesso utilizzato anche per indicare la somma di denaro messa a disposizione dal casinò per coprire le puntate dei giocatori.

## Ruoli del banco
A seconda del tipo di gioco, il banco può avere diverse responsabilità, prendendosi quindi cura di determinate attività.
Nel gioco del poker, il banco è rappresentato dal mazziere che si occupa di distribuire le carte ai giocatori. Nel gioco della roulette, invece, il banco si occupa di raccogliere le puntate, di gestire la ruota, e di pagare le vincite ai giocatori. Nel gioco delle video slot machine, data l'automatizzazione del software, il banco deve solo raccogliere la puntata del giocatore e distribuire le vincite.

## Vantaggio matematico
In numerosi giochi d'azzardo il banco ha un vantaggio matematico sul giocatore. Ciò significa che, a lungo termine, il banco vincerà sempre più denaro rispetto ai giocatori. Tuttavia, è importante notare che il vantaggio del banco non garantisce la vittoria del banco in ogni singola partita, ma solo nel lungo periodo. Questo concetto è conosciuto come house edge ed essendo una meccanica matematica invariabile nel gioco d'azzardo, non è possibile diminuirlo o incrementarlo.
In base al gioco, il vantaggio matematico del banco può essere fisso o in base alla probabilità. Ad esempio, nel gioco del blackjack il banco vince automaticamente se entrambe le parti (sia il banco che il giocatore) superano il punteggio di 21. Tuttavia, in altri giochi come la roulette, il banco ha un vantaggio matematico (meno marcato) più affidato alla probabilità, per via dalla presenza dello zero sulla ruota.
Proprio dal vantaggio matematico nasce la frase popolare "Il banco vince sempre", in quanto nel lungo termine il banco avrà sempre una probabilità maggiore di vincere rispetto ai giocatori.